# Římskokatolická farnost Rouchovany
Římskokatolická farnost Rouchovany je jedno z územních společenství římských katolíků v obci Rouchovany v rámci děkanství třebíčského diecéze brněnské s farním kostelem Nanebevzetí Panny Marie.

## Území farnosti
- Heřmanice (obec zanikla roku 1975), k.ú. je součástí obce Rouchovany
- Lipňany (obec zanikla roku 1975), k.ú. je součástí obce Dukovany
- statek Nové Dvory, k.ú. Hrotovice
- statek Boříkovice, k.ú. Litovany
- Přešovice – s filiálním kostelem sv. Petra a Pavla
- Rouchovany – s farním kostelem Nanebevzetí Panny Marie
- Skryje (obec zanikla roku 1975), k.ú. je součástí obce Dukovany
- Šemíkovice, místní část obce Rouchovany

V roce 1903 žilo v Rouchovanské farnosti 2256 farníků.

## Historie farnosti
Nejstarší písemná zpráva o Rouchovanech z roku 1218. Dá se předpokládat, že v té době zde již existoval kostel. K původnímu románskému kostelu čtvercového půdorysu byla koncem 13. století na východní straně přistavěn gotický presbytář a na západě byl kostel prodloužený o a zakončený novou kruchtou. V 17. stol. byla loď kostela zaklenutá dvěma kupolemi a upravena v barokním slohu.

## Duchovní správci
Od září 2013 do dubna 2015 byl farářem R.D. Slavoj Alexa. S platností od 21. dubna 2015 byl ustanoven administrátorem R. D. Mgr. Petr Václavek. Ten byl 1. srpnu 2019 ustanoven farářem.

## Bohoslužby
Nedělní bohoslužby slouží v Dukovanech (v 7:30), v Mohelně (v 9:00) a Rouchovanech (v 10:30).

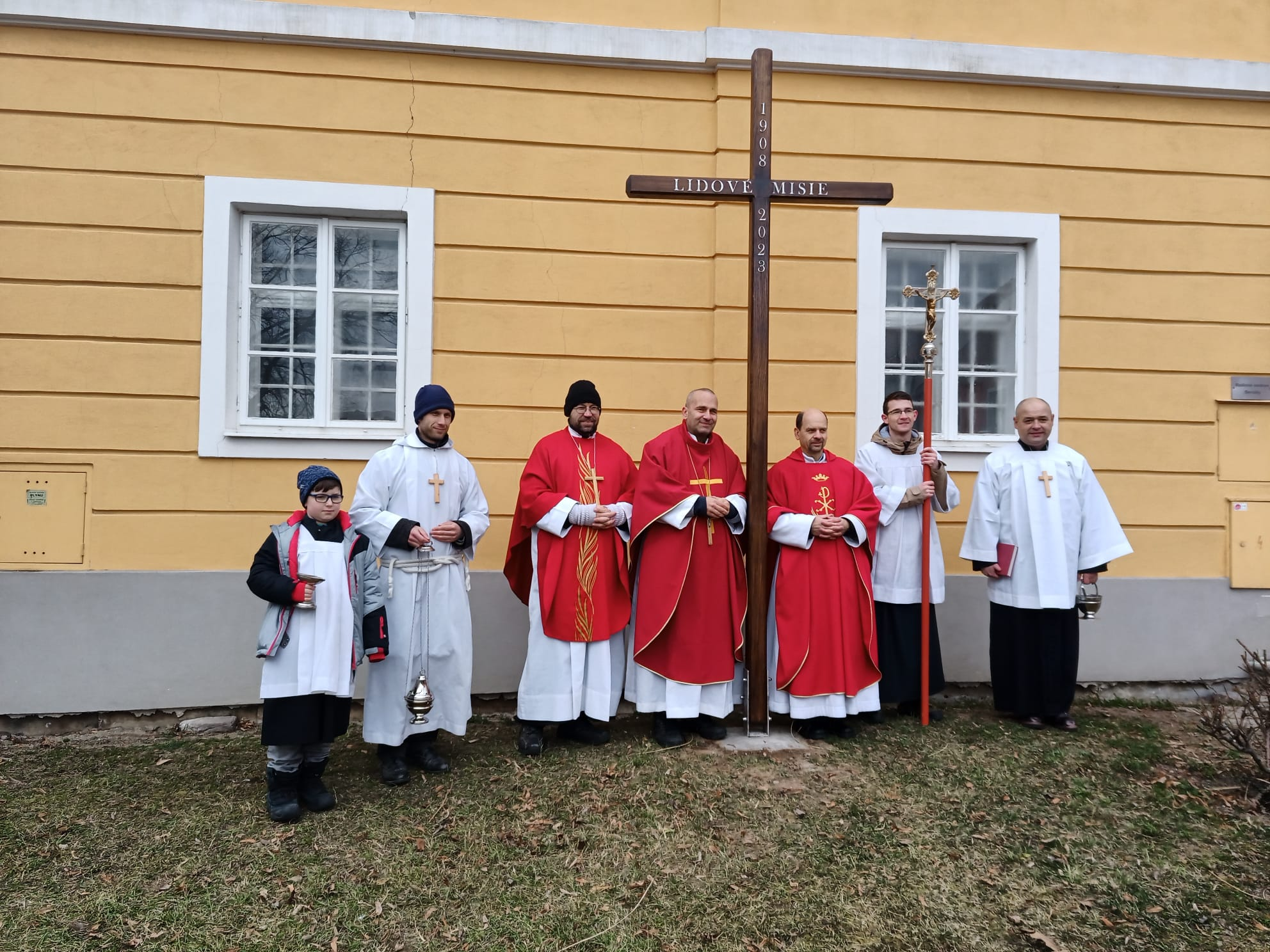
Lidové misie v Rouchovanech se konaly v týdnu od 5.3. do 11.3.2023

## Aktivity ve farnosti
Den vzájemných modliteb farností za bohoslovce a bohoslovců za farnosti brněnské diecéze a Adorační den připadá na 27. února. Farnost se účastní projektu Noc kostelů.

## Lidové misie
Lidové misie byly ve farnosti v roce 1908 a 2023.
Na závěr misijního týdne byl 11.3.2023 před farou vztyčen dřevěný misijní kříž.